# 瑪麗亞采爾
玛丽亚采尔（德語：Mariazell，發音：[ˌmaʁiːaˈtsɛl] ⓘ；中巴伐利亚方言：Mariazöö）是奥地利施泰尔马克州布鲁克-米尔茨楚施拉格县的一个市镇，总面积414.09平方千米，2018年1月1日总人口为3,813人。